# Звезда Барнарда b
Звезда Барнарда b (англ. Barnard's Star b, GJ 699 b) — экзопланета, суперземля и ледяная планета, обращающаяся вокруг звезды Барнарда в созвездии Змееносца. Об открытии экзопланеты международной группой исследователей, включая астрономов Европейской южной обсерватории и Института Карнеги, было официально объявлено 14 ноября 2018 года в журнале Nature. Объект является первой подтверждённой планетой на орбите вокруг звезды Барнарда, расположенной на расстоянии 6 световых лет от Солнца.

## Характеристики
Объект официально остаётся кандидатом в планеты: вероятность того, что объект имеет планетную природу, равна 99 %. Группа исследователей, объявивших об открытии, продолжит наблюдения, чтобы исключить возможность объяснения переменности блеска и движения звезды какими-либо другими причинами.
Предположение о планете появилось в результате изучения изменений лучевой скорости звезды, что является одним из наиболее часто используемых методов обнаружения планет. Колебания, наблюдавшиеся в движении звезды Барнарда, обладают периодом около 233 дней, что соответствует большой полуоси 0,4 а. е. у орбиты объекта-компаньона. Масса предполагаемой планеты оценивалась в 3,2 массы Земли. Ведущий астроном Ignasi Ribas отметил, что при исследовании были использованы данные с 7 инструментов, наблюдения велись на протяжении 20 лет, благодаря чему полученный массив данных являлся одним из наиболее подробных среди аналогичных при изучении лучевых скоростей.
Предполагается, что температура поверхности планеты примерно равна −170 °C. Орбита её расположена, по меркам Солнечной системы, близко к звезде, но всё же за пределами снеговой линии тусклого красного карлика — звезды Барнарда. Вблизи снеговой линии летучие компоненты межпланетной среды, такие как водяной пар, конденсируются в лёд, так что планета находится за пределами зоны обитаемости, где температура позволяет воде на поверхности находиться в жидком состоянии. Астрономы ожидают обнаружить больше подобных планет вблизи снеговых линий, поскольку в таком температурном режиме протопланетная аккреция более вероятна.

## Сомнения в существовании
Существование планеты Barnard b было поставлено под сомнение в 2021 году, потому что сигнал радиальной скорости с планетным орбитальным периодом, по-видимому, исчез в новых данных. Новые наблюдения в ближнем инфракрасном диапазоне доплеровским спектрографом Habitable-Zone Planet Finder (HPF) телескопа Хобби—Эберли не показывают этот планетарный сигнал.